# Liste der Landschaftlich Schönen Orte in der Präfektur Kumamoto

Lage der Präfektur Kumamoto (rot)

Diese Liste der Landschaftlich Schönen Orte in der Präfektur Kumamoto umfasst Landschaftlich Schöne Orte der japanischen Präfektur Kumamoto. Diese können auf nationaler Ebene durch den Minister für Bildung, Kultur, Sport, Wissenschaft und Technologie oder den Leiter des Amtes für kulturelle Angelegenheiten ausgewiesen werden sowie auf Präfektur- oder Gemeindeebene. Neben den ausgewiesenen gibt es noch registrierte Landschaftlich Schöne Orte, die begrenztere Unterstützung und Schutz erhalten. Der Schutz und Erhalt der Stätten ist nach dem 1950 in Kraft getretenen Kulturgutschutzgesetz geregelt, welches das „Gesetz zum Erhalt historischer und landschaftlich schöner Stätten und Naturdenkmäler“ (史蹟名勝天然紀念物保存法 Shiseki meishō tennenkinenbutsu hozonhō) von 1919 ablöste.

## Auszeichnungskriterien
Mögliche Auszeichnungskriterien für Landschaftlich Schöne Orte sind:
1. Parks und Gärten
2. Brücken und Dämme
3. Blühende Bäume, blühende Wiesen, Laubfärbung im Herbst, grüne Bäume und andere Orte mit dichtem Bewuchs
4. Orte mit Vögeln, Wildtieren, Fischen, Insekten und anderem
5. Felsen und Höhlen
6. Schluchten, Wasserfälle, Gebirgsbäche, Abgründe
7. Seen, Sümpfe, Feuchtgebiete, schwimmende Inseln, Quellen
8. Sanddünen, Nehrungen, Küsten, Inseln
9. Vulkane, Onsen
10. Berge, Hügel, Hoch- und Tiefebenen, Flüsse
11. Aussichtspunkte

## Legende
- Denkmal: Name des Landschaftlich Schönen Ortes; darunter steht die japanische Bezeichnung
- Lage: Lage des Ortes sowie Koordinaten
- Beschreibung und Anmerkungen: Kurze Beschreibung des Ortes sowie eventuelle Anmerkungen zu weiteren Ausweisungen
- Ausweisungsdatum/Registrierungsdatum: Datum der Ausweisung bzw. Registrierung als Landschaftlich Schöner Ort und zusätzlich bei Besonderen Landschaftlich Schönen Orten in Klammern das Ausweisungsdatum als solcher
- Typ: Nummer des Auszeichnungskriteriums oder der Auszeichnungskriterien
- Links: Weblink zum Landschaftlich Schönen Ort in der Datenbank der Nationalen Kulturgüter Japans sowie auf den Wikidata-Eintrag (Symbol: )
- Bild: Repräsentatives Bild des Landschaftlich Schönen Ortes und gegebenenfalls ein Link zu weiteren Fotos des Kulturdenkmals im Medienarchiv Wikimedia Commons

## National ausgewiesene Landschaftlich Schöne Orte
Stand 1. November 2021 sind zehn Orte in der Präfektur auf nationaler Ebene als Landschaftlich Schöne Orte ausgewiesen.
| Denkmal | Lage                                     | Beschreibung und Anmerkungen | Ausweisungsdatum | Typ  | Links | Bild            |
| --- | ---------------------------------------- | --- | ---------------- | ---- | ----- | --------------- |
| Shōhinken-Garten 旧熊本藩八代城主浜御茶屋（松浜軒）庭園 Kyū-Kumamoto-han Yatsushiro-jō-shu hama-ochaya (Shōhinken) teien | Yatsushiro (Karte)                       | | 19. Dez. 2002    | 1    |       | weitere Bilder  |
| Suizen-ji Jōju-en 水前寺成趣園 Suizenji Jōju-en                                                                          | Kumamoto (Karte)                         | auch eine Historische Stätte | 17. Dez. 1929    | 1, 8 |       | weitere Bilder  |
| Sengan-san und Takabuto-yama 千厳山および高舞登山 Sengan-san oyobi Takabuto-yama                                         | Kami-Amakusa (Karte)                     | zwei Berge | 7. Juni 1935     | 11   |       |                 |
| Landschaftlich schöne Orte in der Provinz Higo 肥後領内名勝地 Higo ryōnai meishō chi                                     | Yamato, Yatsushiro, Hikawa, Kuma (Karte) | die Ausweisung umfasst 五郎ガ瀧 Gorō-ga-taki, 聖リ瀧 Hijiri-daki, 走リ水ノ瀧 Hashiri-mizu no taki, 建神ノ岩 Tategami no iwa und 神ノ瀬ノ岩屋 Kōnose no iwaya | 10. März 2015    | 5, 6 |       |                 |
| Shiranui und Mizushima 不知火及び水島 Shiranui oyobi Mizushima                                                           | Uki, Yatsushiro (Karte)                  | | 12. Feb. 2009    | 11   |       | weitere Bilder  |
| Komezuka und Kusasenrigahama 米塚及び草千里ヶ浜 Komezuka oyobi Kusasenrigahama                                           | Aso, Minamiaso (Karte)                   | auch ein Naturdenkmal | 27. März 2013    | 9    |       | weitere Bilder  |
| Myōken-Bucht 妙見浦 Myōken-ura                                                                                           | Amakusa (Karte)                          | auch ein Naturdenkmal | 27. Aug. 1935    | 8    |       |                 |
| Ryūgatake 龍ヶ岳 Ryūgatake                                                                                               | Kami-Amakusa (Karte)                     | ein Berg | 3. Sep. 1936     | 11   |       | Bild gesucht BW |
| Ryūsentō 龍仙島（片島） Ryūsentō (Katashima)                                                                             | Amakusa (Karte)                          | auch ein Naturdenkmal | 27. Aug. 1935    | 8    |       | Bild gesucht BW |
| Rokurōji-yama 六郎次山 Rokurōji-yama                                                                                     | Amakusa (Karte)                          | ein Berg | 7. Juni 1935     | 11   |       | Bild gesucht BW |

## Auf Präfekturebene ausgewiesene Landschaftlich Schöne Orte
Stand 1. Mai 2021 sind drei Orte auf Präfekturebene ausgewiesen.
| Denkmal | Lage                | Beschreibung und Anmerkungen                                 | Ausweisungsdatum | Typ | Links | Bild           |
| --- | ------------------- | ------------------------------------------------------------ | ---------------- | --- | ----- | -------------- |
| Unganzen-ji-Bezirk 雲巌禅寺境内 Unganzenji keidai                                                                                    | Kumamoto (Karte)    | auch eine auf Präfekturebene ausgewiesene Historische Stätte |                  |     |       | weitere Bilder |
| Mangan-ji-Garten 満願寺庭園 Manganji teien                                                                                           | Minamioguni (Karte) | auch eine auf Präfekturebene ausgewiesene Historische Stätte |                  |     |       | weitere Bilder |
| Uto-Halbinsel, Okoshiki-Küste und Umgebung 宇土半島の御輿来海岸及びその周辺の砂 Uto-hantō no Okoshiki-kaigan oyobi sono shūhen no sa | Uto                 |                                                              |                  |     |       |                |

## Auf Gemeindeebene ausgewiesene Landschaftlich Schöne Orte
Stand 1. Mai 2021 sind 30 Orte auf Gemeindeebene als Landschaftlich Schöne Orte ausgewiesen, darunter:
| Denkmal                               | Lage               | Beschreibung und Anmerkungen                                | Ausweisungsdatum | Typ | Links | Bild            |
| ------------------------------------- | ------------------ | ----------------------------------------------------------- | ---------------- | --- | ----- | --------------- |
| Zuiganji-Stätte 瑞巌寺跡 Zuiganji ato | Kumamoto (Karte)   | auch eine auf Gemeindeebene ausgewiesene Historische Stätte |                  |     |       | Bild gesucht BW |
| Sairyū-en 栽柳園 Sairyū-en            | Yatsushiro (Karte) |                                                             |                  |     |       | Bild gesucht BW |
| Kogase 小ヶ瀬 Kogase                  | Amakusa (Karte)    |                                                             |                  |     |       | Bild gesucht BW |

## Registrierte Landschaftlich Schöne Orte
Stand 1. November 2021 ist ein Ort auf nationaler Ebene registriert (im Gegensatz zu ausgewiesen).
| Denkmal                                         | Lage             | Beschreibung und Anmerkungen | Registrierungsdatum | Typ | Links | Bild |
| ----------------------------------------------- | ---------------- | --- | ------------------- | --- | ----- | ---- |
| Shiramizu-Wasserfall 白水の滝 Shiramizu no taki | Takamori (Karte) | Der Wasserfall befindet sich am obersten Abschnitt des Flusses Daiya, einem Zufluss des Ōno, an dem zahlreiche Wasserfälle liegen. Die Ausweisung erstreckt sich über die Grenzen von Taketa in der Präfektur Ōita. | 26. Juli 2007       |     |       |      |